# Magy Imoberdorf
Magy Imoberdorf (1949) é uma publicitária brasileira de origem suíça. Formada em design gráfico pelo ECAL, Lausanne, Suíça, de onde emigrou aos 23 anos.
Tem formação no design gráfico. Suas campanhas mais conhecidas foram feitas para a Lycra e principalmente para a Caninha 51, para quem criou o slogan "Uma Boa Idéia", um dos mais lembrados da história da propaganda brasileira. É também artista plástica e fez exposições desde 1984 no Brasil, Suíça, França e Alemanha. Escreveu sobre criação no livro Tudo o que você quis saber sobre propaganda mas ninguém teve paciência para explicar, um clássico feito com outros profissionais conceituados da propaganda.
Foi diretora de criação da agência Lage'Magy. A Talent detinha 60% da sociedade com a Lage'Magy desde 2000 (quando a parceria entre as duas agências começou). A Talent forçou a Lage'Magy a escolher entre o fechamento da empresa ou comprar a participação da Talent. A Lage'Magy rompeu com a Talent.
Após o fechamento da Lage'Magy, trabalhou em parceria com outras agências, e nos últimos anos tem se dedicado às artes plásticas. Mora entre São Paulo e Berlin.
Muito de seu trabalho começa com um comentário sobre coisa reais - coisas que estão acontecendo no mundo. Para seus desenhos, Magy usa uma variedade de suportes  que vão da madeira, pedra, tecido, plástico e LPs à tela e diferentes tipos de papel. Dedica-se atualmente a desenhar imagens de seu ambiente, no qual incorpora plantas, animais e pessoas. A arte de Magy revela a beleza dos restos e descartes, que traz à vida através de suas assemblages, dando significado a coisas descartadas e até então negligenciadas.